# Бобикевич Костянтин
Костянти́н Бобике́вич (1855, Старі Скоморохи — 9 вересня 1884, Пасічна) — український письменник, молодіжно-громадський діяч, трагічно помер молодим.

## Життєпис
Народився у Старих Скоморохах на Станиславівщині в учительській сім'ї.
Вчився у Львівському університеті. Тоді належав до академічного товариства «Дружній лихвар», де і спробував писати та декламувати. Після закінчення університетських наук Костянтин повернувся на Прикарпаття, аби викладати. Трохи згодом, у журналі «Зоря» він опублікував оповідання з життя студентів — «Клопоти „скінченого“ академіка» і «На обзоринах». Більше інформації про Костянтина Бобикевича важко віднайти, адже після трагічної смерті 29-літнього молодого літератора та вчителя в селі Пасічна (тепер частина Івано-Франківська) про нього призабули.

## Творчі набутки
- «Клопоти „скінченого“ академіка» → видане в 1881 році → оповідання
- «На обзоринах» → видане в 1882 році → оповідання
- «Жертва панського весілля» → посмертне видання в 1905 році → повість